# Quartetto per archi n. 23 (Mozart)
Il Quartetto per archi n. 23 in fa maggiore K. 590 è il terzo e ultimo dei tre quartetti d'archi (K 575, K 589, K 590) che Wolfgang Amadeus Mozart scrisse fra il giugno 1789 e il giugno 1790 su commissione da parte dell'allora re di Prussia, Federico Guglielmo II. È anche l'ultimo dei ventitré quartetti per archi di Mozart.
L'ordinazione pervenne a Mozart durante il viaggio che egli fece a Berlino nell'aprile 1789; il re Federico Guglielmo II, che era un buon suonatore di violoncello, commissionò a Mozart sei quartetti per archi, ma il musicista ne portò a compimento soltanto tre, che a causa della loro origine sono comunemente soprannominati Quartetti prussiani; le tre partiture sono caratterizzate dal ruolo importante che in esse è attribuito alla parte del violoncello. È stato ipotizzato che, ad un certo punto, Mozart si sia stancato di dover ottemperare alla condizione, postagli dal sovrano, di privilegiare la parte del violoncello, e che tale insofferenza sia stata un motivo per il quale l'ordinazione rimase parzialmente inevasa; ciò risulterebbe particolarmente evidente negli ultimi due tempi del quartetto K 590, nei quali il violoncello perde quasi per intero il suo ruolo predominante.
Il primo movimento, Allegro moderato, è in forma-sonata. Il primo tema inizia con tutti gli strumenti in ottava che suonano le tre note ascendenti dell'arpeggio di Fa maggiore, seguite da una rapida scala discendente. Il secondo tema, in Do maggiore, è esposto dal violoncello. Lo sviluppo, che inizia riprendendo le ultime note dell'esposizione, è caratterizzato dal fitto dialogo tra il primo violino e il violoncello, nel quale si inseriscono poi la viola e il secondo violino, e termina con il trattamento contrappuntistico del primo tema.
Il secondo movimento, Andante, in do maggiore, è in sei ottavi; sostanzialmente monotematico, esso è suddiviso in due sezioni, legate da un corto intermezzo modulante. Secondo Massimo Mila, che gli attribuisce un profondo significato psicologico, questo andante «apre uno spiraglio tragico sopra l'immensa miseria degli ultimi mesi della vita di Mozart», essendo una «pagina che nella sua sobrietà poco appariscente è tra le più tristi che la musica conosca, una confessione di disfatta e di fallimento».
Il terzo movimento, Menuetto: Allegretto - Trio, sarebbe invece, sempre secondo Mila, caratterizzato da una certa «freddezza espressiva»; si distingue per l'uso insistito dell'acciaccatura.
Il quarto e ultimo movimento è un Allegro, in forma mista di sonata e rondò, il cui primo tema, esposto dal primo violino e ripetuto dalla viola, è in quartine discendenti di semicrome, mentre il secondo tema, in Re minore, è caratterizzato da una certa tragicità. Dopo l'esposizione del secondo tema, il primo tema riappare e viene sottoposto a una complessa elaborazione contrappuntistica. Si ha poi una sezione di sviluppo, basata sul primo tema e caratterizzata da una serie di audaci modulazioni e dai continui spostamenti d'accento ritmico, con passi di semicrome distribuiti fra tutti gli strumenti; caratteristiche che si ritrovano anche nella coda. Come osserva Mila, in questo finale «il moto vorticoso del girotondo suggerisce un colorito pittoresco, da danza ungherese, e i mulinelli di quartine che roteano su sé stesse fanno pensare all'illusionismo ritmico che certi autori modernissimi, come Bartók o Martinu, sanno istituire grazie a semplici spostamenti degli accenti metrici».